# Goran Vasilijević
Goran Vasilijević (ur. 27 sierpnia 1965) – serbski piłkarz występujący na pozycji obrońcy.

## Kariera klubowa
Od 1984 do 1996 roku występował w klubach Zemun, Radnički Nisz, Crvena zvezda i JEF United Ichihara.